# Tristagma poeppigianum
Tristagma poeppigianum är en amaryllisväxtart som först beskrevs av Claude Gay, och fick sitt nu gällande namn av Hamilton Paul Traub. Tristagma poeppigianum ingår i släktet Tristagma och familjen amaryllisväxter. Inga underarter finns listade i Catalogue of Life.